# Goodwin Fire
O Incêndio Goodwin foi um incêndio florestal que queimou 28,516 acres (11,540 ha) no estado norte-americano do Arizona ao longo de 16 dias, de 24 de junho a 10 de julho de 2017. O incêndio destruiu 17 casas e danificou outras 19 estruturas, mas não causou ferimentos ou mortes de bombeiros ou civis. Os investigadores não determinaram uma causa específica para o incêndio.
O incêndio foi detectado pela primeira vez em 24 de junho de 2017 por uma equipe de patrulha de incêndio que avistou fumaça nas Montanhas Bradshaw, perto de Prescott, Arizona. Beneficiando-se de chaparral intocado e fortes ventos, o fogo se espalhou rapidamente e forçou a evacuação de várias localidades no condado de Yavapai, Arizona, e o fechamento da Rodovia Estadual 69 do Arizona. Apesar de aeronaves de combate a incêndios terem sido impedidas duas vezes por drones civis operando na área queimada, os bombeiros fizeram progressos rápidos ao conter a propagação do fogo após 28 de junho. O incêndio foi totalmente contido em 10 de julho e teve consequências ambientais duradouras.

## Contexto
Incêndios florestais são uma parte natural do ciclo ecológico do sudoeste dos Estados Unidos. :3–6 O Incêndio Goodwin foi um dos 2.321 incêndios florestais que queimaram um total de 429.564 acres (173.838 ha) no Arizona em 2017. O estado esperava uma temporada de incêndios "normal" em suas florestas, mas com alto potencial nas pastagens do sul do estado devido às altas temperaturas, baixa umidade e abundância de combustíveis. Em agosto de 2017, os incêndios florestais haviam queimado a maior quantidade de terra desde a temporada de incêndios de 2011. Em maio de 2018, o Instituto de Restauração Ecológica da Universidade do Norte do Arizona publicou um estudo da temporada de incêndios florestais de 2017 no Arizona e Novo México e observou que mais terras haviam queimado no Arizona do que a média dos dez anos anteriores. Onze incêndios foram estudados, dos quais dez estavam no Arizona, incluindo o Incêndio Goodwin. :1

## Incêndio
Por volta das 16h00 (Horário da Montanha) em 24 de junho de 2017, uma equipe de patrulha de incêndio composta por duas pessoas, monitorando as Montanhas Bradshaw, observou uma coluna de fumaça subindo de uma localização cerca de 14 milhas ao sul de Prescott, no Condado de Yavapai, Arizona. A dupla relatou o incêndio e começou a cavar uma linha de contenção; as unidades de combate a incêndios chegaram duas horas depois e iniciaram os esforços de supressão de incêndios. Alimentado por crescimento inalterado de arbustos secos (chaparral) e ventos fortes, e com as equipes de combate a incêndios prejudicadas pelo terreno difícil, o incêndio cresceu de 150 acres em 24 de junho para 25.000 acres em 29 de junho. Autoridades do Condado de Yavapai emitiram avisos sobre a fumaça proveniente do incêndio em 29 de junho.
Em resposta à rápida propagação do Incêndio Goodwin, todas as estradas dentro ou que levam à área queimada foram fechadas em 26 de junho. e as comunidades de Mayer e Breezy Pines foram evacuadas no dia seguinte. Em 27 de junho, a Rota Estadual 69 do Arizona (SR 69) foi fechada entre Prescott e a Interestadual 17, e os moradores de Walker, Potato Patch, Mountain Pine Acres e Mount Union receberam avisos de evacuação preventiva. Doug Ducey, o governador do Arizona, declarou estado de emergência no Condado de Yavapai no dia seguinte, e garantiu recursos estaduais e federais adicionais para conter o Incêndio Goodwin. Ducey visitou Dewey-Humboldt e a área perimetral do incêndio em 29 de junho para se encontrar com bombeiros e evacuados.
Até 29 de junho, estimava-se que o controle da propagação do Incêndio Goodwin estava em 43%. As ordens de evacuação para os moradores de Mayer foram suspensas, assim como todas as ordens de evacuação preventiva. A SR 69 foi reaberta em 30 de junho. As aeronaves de combate a incêndios foram impedidas de voar em 28 de junho por um drone civil sobrevoando a área queimada, um crime no Arizona pelo qual o operador do drone foi preso em 1º de julho. O operador foi acusado em 7 de julho de dificultar os esforços de combate a incêndios, mas as acusações foram retiradas em 18 de agosto. Em 4 de julho, quando as aeronaves de combate a incêndios foram novamente impedidas de voar por drones civis, o Incêndio Goodwin havia crescido para 28.508 acres, mas estava 91% contido. O incêndio foi totalmente contido em 10 de julho.

## Consequências
O Incêndio Goodwin queimou 28.516 acres ao longo de 16 dias e custou US$ 15 milhões (ajustados para a inflação) para ser controlado. Da área total queimada, 56% sofreu mortalidade total da vegetação. O incêndio forçou a evacuação de 9.000 pessoas, destruiu 17 casas e danificou outras 19 estruturas. :10 No auge do incêndio, mais de 650 bombeiros estavam envolvidos no combate ao Incêndio Goodwin.
Já em 5 de julho, autoridades começaram a alertar sobre a possibilidade de inundações graves durante a monção norte-americana como consequência do Incêndio Goodwin, que criou um terreno incapaz de absorver água. Em 19 de julho, a água da chuva drenou da área queimada do Incêndio Goodwin para o Big Bug Creek, perto de Mayer, e transbordou para um parque de trailers dentro dos limites municipais de Mayer. A inundação danificou 109 casas e dois moradores tiveram que ser resgatados de suas casas. Algumas evacuações ordenadas em resposta às inundações permaneceram em vigor até 19 de agosto.
Os bombeiros suspeitaram de uma causa humana, mas a investigação subsequente não determinou uma causa específica.

### Consequências ambientais
Em 8 de agosto, o Serviço Florestal dos Estados Unidos publicou uma avaliação de resposta emergencial para áreas queimadas pelo Incêndio Goodwin e recomendou a estabilização imediata de áreas severamente queimadas por meio de semeadura aérea. O senador Jeff Flake (Republicano, Arizona) visitou a área queimada em 17 de agosto. Helicópteros começaram a lançar 27.365 libras de sementes de grama em 18 de agosto.